# NGC 4622A
NGC 4622A (другие обозначения — ESO 322-64, MCG -7-26-35, VV 580, AM 1241-402, DCL 162, PGC 42845) — галактика в созвездии Центавр.
Этот объект не входит в число перечисленных в оригинальной редакции «Нового общего каталога» и был добавлен позднее.